# Cathédrale de l'Entrée-du-Seigneur-à-Jérusalem de Torjok
Pour les articles homonymes, voir Église Saint-Clément.
La cathédrale de l'Entrée-du-Seigneur-à-Jérusalem de Torjok est une cathédrale orthodoxe classique construite en pierre, située dans la ville de Torjok, dans l'oblast de Tver, en Russie européenne. L'édifice est classé dans la liste de l'héritage patrimonial de la Russie d'importance fédérale depuis 1974.

## Géographie
L'église est située dans la ville de Torjok, dans l'oblast de Tver. Il se trouve au no 1 du quai de Novgorod de Torjok.

## Histoire
La cathédrale a été construite de 1840 à 1842 par l'architecte Nikolaï Lvov. La construction fut financée par les marchands Ouvarov.
Les autorités soviétiques la fermèrent en 1931.

## Patrimonialité
L'édifice est classé dans la liste de l'héritage patrimonial de la Russie d'importance fédérale sous le no 691410186790006.